# Ectobius eckerleini
Ectobius eckerleini ist eine selten gefundene Art der europäischen Waldschaben. Die Art wurde bisher nur in Frankreich und der Schweiz gefunden.

## Merkmale
Ectobius eckerleini ist eine mittelgroße Schabenart (kleiner als die ähnliche Ectobius vittiventris). Individuen erreichen eine Körperlänge bis etwa 8 Millimeter, die Länge des Pronotum ist etwas mehr als 2 Millimeter, die Länge der Deckflügel (Tegmina) beträgt bei den Weibchen gut 9, bei den Männchen etwa 5 Millimeter, die Tegmina sind auch bei den Weibchen kürzer als bei den meisten verwandten Arten. Die Art ist überwiegend hell ockergelb gefärbt. Bei den Männchen ist das Pronotum rundoval, die Scheibe des Pronotum entweder vollständig hell, oder dieses trägt eine braune Zeichnung unterschiedlicher Ausdehnung, ist aber niemals völlig dunkel. Die Tegmina sind undeutlich hell gefleckt, meist tragen sie außen (im distalen Drittel) einige undeutliche dunkle Flecke. Bei den Weibchen ist das Pronotum hufartig (vorn abgerundet mit angedeuteten Hintecken), seine Scheibe ist normalerweise hell gefärbt, sie kann wenige dunkle Flecke tragen, selten sind die Hinterecken dunkel oder die gesamte Scheibe haselnussbraun verdunkelt. Die Tegmina sind ähnlich wie die der Männchen gefärbt, tragen aber fast immer zahlreiche kleine dunkle Flecke. Ihr Adernetz ist weißlich gelb, nur bei den Männchen an der Basis verdunkelt. Der Tergite des Hinterleibs sind hell gerandet, die zentrale dunkle Fläche oft hell gefleckt. Die Drüsengrube auf dem siebten Tergit des Hinterleibs der Männchen ist entlang des Hinterrandes dicht beborstet.

## Verbreitung
Die Art lebt im Südwesten der Schweiz, in den Kantonen Waadt und Wallis und im Süden und Osten Frankreichs, bisher nachgewiesen in den Départements Ain, Haute-Savoie, Alpes-de-Haute-Provence und Lozère. Sie tritt oft gemeinsam mit Ectobius lucidus und Ectobius sylvestris auf. Die Art hat gegenüber der sehr ähnlichen und vermutlich nahe verwandten Ectobius ticinus ein angrenzendes, nicht überlappendes Verbreitungsgebiet (parapatrisch). Ectobius eckerleini lebt westlich der Pässe Simplon, Nufenen und Furka, Ectobius ticinus östlich davon.

## Taxonomie
Die Art wurde von dem Entomologen Hans Eckerlein in der Montagne de Lure in der Provence bereits 1956 entdeckt und dem Orthopteren-Spezialisten Kurt Harz übergeben. Nachdem dieser in über 20 Jahren kein neues Material gefunden hatte, beschrieb er die Art im Jahr 1977 neu und benannte sie zu Ehren von Eckerlein. Weiteres Material in der Schweiz und Frankreich wurde dann in verschiedenen Sammlungen durch den Entomologen Horst Bohn gefunden, wo es vorher unter anderen Artnamen falsch bestimmt eingeordnet war.
Die Art gehört innerhalb der Gattung Ectobius in die Untergattung Ectobius s. str. und bildet dort mit einer Reihe sehr ähnlicher Arten die sylvestris-Artengruppe.